# 一水会 (美術団体)
一水会（いっすいかい）は、日本の美術団体。代表は山本耕造。堅実な写実的傾向を示す、日展の有力な支持団体となっている。本部は埼玉県さいたま市浦和区北浦和5-3-3。

## 概要
1935年（昭和10年）、帝国美術院の改革が行われて、二科会から安井曾太郎、石井柏亭、有島生馬、山下新太郎らが官選の形で会員に選出された。旧来の帝国美術院の存在自体、二科会の方針とは相容れないものであったため、安井らは二科会を脱会せざるを得ない状況となった。
1936年（昭和11年）12月20日、二科会を脱会した前述の4人に小山敬三、木下孝則、木下義謙、硲伊之助を加えた8名によって一水会が結成された。1937年11月26日-12月10日、一水会第1回展が、府美でひらかれ、作品は安井「肖像（深井肖五氏像）」「承徳の喇嘛廟」、山下新太郎「姉妹」など。
彼らは、会場芸術を非とし、安価な様式化を排除した。
技術を重んじ、訓練することによって高雅なる芸術を尊重することを主張した。
会名の由来は、石井柏亭により「芥子園画伝」中の「十日一水五日一石」という語句から入念な作画態度を示すという意味で「一水会」と命名された。
毎秋公募展「一水会展｣を行う。堅実で中庸をいく写実的作家が多い。

## 入選者など
- 安宅乕雄 - 運営委員
- 池部鈞 - 運営委員
- 石川三郎
- 一木万寿三
- 岩倉具方
- 小川游 - 代表（2010年〜2019年）
- 越智節昇 - 運営委員
- 川村親光 - 運営委員
- 小松崎邦雄
- 篠原昭登 - 運営委員
- 柴岡寛保
- 菅野矢一 - 運営委員
- 須山計一
- 高田誠 - 運営委員
- 高野三三男
- 高橋貞一郎
- 田崎広助 - 運営委員
- 中村善策 - 運営委員
- 中村琢二 - 運営委員
- 長谷川利行
- 張替真宏
- 松田文雄
- 宮原麗子 - 運営委員
- 本山唯雄 - 運営委員
- 矢崎博信
- 横井弘三
- 近藤吾郎